# Flattr
Флеттр (англ. Flattr) — сервіс мікропожертвувань для вебкомпаній, заснований в березні 2010 в Швеції Петером Сунде (співзасновник The Pirate Bay) та Лінусом Олссоном. Суть системи полягає в тому, що користувач сервісу вносить невеликий щомісячний платіж в Flattr (мінімально — 5 євро), далі при вебсерфінгу натискає на кнопки «Flattr» на сайтах, що йому до вподоби, а в кінці місяця надана користувачем сума рівномірно розподіляється між усіма сайтами, де він натиснув на кнопку «Flattr».
Flattr підтримує безліч платформ, включаючи WordPress, Blogger та Joomla. До того ж, для сервісу існує розширення для браузерів, що дозволяє при наявності на сайті коду [Flattr=ID] показувати кнопку, навіть якщо сайт не підтримує цього.

## Історія
У березні 2010 року Flattr запустився лише за запрошеннями, а 12 серпня того ж року відкрився для громадськості.
Flattr — це проект, започаткований Петером Сунде та Лінусом Олссоном. Перша версія Flattr вимагала, щоб користувачі натискали на кнопку flattr на веб-сайтах, щоб поширювати контент. Сунде сказав: «Ми хочемо заохотити людей ділитися не лише контентом, а й грошима». Поточна версія дозволяє користувачам платити щомісячні пожертви (за умови, що вони становлять мінімум 3 долари), які автоматично розподіляються між веб-сайтами, сторінками або платформами, які є «flattrd» за допомогою веб-розширення Flattr.
У грудні 2010 року Flattr привернув до себе широку увагу, коли в Твіттері з'явилася інформація про те, що через нього можна пожертвувати гроші для WikiLeaks, який нещодавно був відключений від PayPal, Visa і MasterCard.
28 квітня 2011 року компанія Flattr повідомила електронною поштою, що з 1 травня 2011 року не вимагатиме від користувачів підписки на пожертвування для інших, перш ніж вони зможуть пожертвувати кошти для себе.
16 квітня 2013 року Twitter оголосив, що більше не дозволить користувачам Flattr робити пожертви на улюблені сайти через платформу Twitter, посилаючись на проблеми комерційної плутанини, які, на їхню думку, можуть виникнути між користувачами.
У травні 2016 року Flattr у партнерстві з розробником браузерного розширення для блокування реклами Adblock Plus створив Flattr Plus — сервіс, який дозволяє користувачам автоматично розподіляти визначений бюджет щомісячних платежів серед веб-видавців на основі їхньої активності. Сервіс був задуманий як спосіб для користувачів підтримати інтернет-видавців як альтернативу рекламі.
5 квітня 2017 року видавець Adblock Plus Eyeo GmbH оголосив, що придбав Flattr за нерозголошену суму. Flattr також оголосив про запуск бета-версії сервісу «нуль кліків», адаптованої на основі концепції Flattr Plus.
24 жовтня 2017 року Flattr оголосив про запуск «Flattr 2.0». Ця версія Flattr була сервісом для автоматичного позначення контенту в Інтернеті та на різних платформах як такого, що заслуговує на пожертвування в один клік. Творцям контенту потрібно було лише додати посилання на свої веб-сайти або підтримувані платформи, щоб мати змогу отримувати платежі.
24 травня 2018 року Flattr вніс зміни до своєї політики конфіденційності, щоб відповідати вимогам GDPR, і почав видаляти раніше зібрані дані про активність користувачів через три місяці. Стара політика конфіденційності Flattr дозволяла їм зберігати історію веб-перегляду своїх підписників протягом невизначеного терміну.